# Пауло Бенто
Пауло Жорже Гомеш Бенто (на португалски: Paulo Jorge Gomes Bento, роден на 20 юни 1969 г.), по-известен като Пауло Бенто, е португалски футболист, дефанзивен полузащитник, и настоящ треньор по футбол.

## Кариера

### Кариера като футболист
Играе професионален футбол в Ещрела Амадора, Витория Гимараеш, Бенфика, Овиедо и Спортинг Лисабон между 1988 и 2004 година. За националния отбор на Португалия записва 35 мача между 1992 и 2002 година. С него участва на световното първенство през 2002 година и Евро 2000.

### Кариера като треньор

#### Спортинг Лисабон
След като през 2004 г. приключва активната си кариера в Спортинг Лисабон, за една година тренира юношите на отбора, като става шампион в юношеското първенство. Година по-късно поема и представителния тим на Лисабонските лъвове. През първия си сезон като негов треньор, Бенто го извежда до второ място в първенството и участие в Шампионката лига. През сезон 2007–08 Спортинг не допуска нито една домакинска загуба. В две последователни години е спечелена и Купата на Португалия, като той е едва петият треньорв историята на португалския футбол с подобно постижение. През сезон 2008–09 класира отбора си за Директните елиминации на Шампионската лига, като това постижение е историческо за Лисабонските лъвове. Началото на следващия сезон е слабо, което го кара да подаде оставка.

#### Португалия
След слабия старт на квалификациите за Евро 2012, Бенто е назначен за треньор на националния отбор на Португалия. Официалния му дебют е на 8 октомври 2010 г., при победа с 3–1 срещу Дания. На 17 ноември 2010 г. побеждава световния шампион Испания с 4–0 в приятелски мач. На Евро 2012 извежда отбора си до полуфиналите, където отпада от Испания след дузпи. На световното първенство през 2014 г. отпада в груповата фаза поради по-лошата си голова разлика в сравнение с тази на САЩ. Подава оставка като национален селекционер след домакинска загуба от Албания в квалификация за Евро 2016.

#### Крузейро
От 11 май до 25 юли 2016 г. е старши треньор на бразилския Крузейро.

#### Олимпиакос
От 11 август 2016 г. е треньор на гръцкия Олимпиакос. Уволнен е на 6 март 2017 г. след като записва три поредни загуби в първенството без отбелязан гол.

## Успехи

### Като футболист
Ещрела Амадора
- Купа на Португалия (1): 1989–90

Бенфика
- Купа на Португалия (1): 1995–96

Спортинг Лисабон
- Шампион на Португалия (1): 2001–02
- Купа на Португалия (1): 2001–02
- Суперкупа на Португалия (1): 2002

### Като треньор
Спортинг Лисабон
- Купа на Португалия (2): 2006–07, 2007–08
- Суперкупа на Португалия (2): 2007, 2008